# Knut Nystedt
Knut Nystedt (Oslo, 3 settembre 1915 – 8 dicembre 2014) è stato un compositore di musica corale e orchestrale norvegese.
Nystedt nacque Kristiania (ora Oslo) e crebbe in una famiglia fortemente cristiana, in cui i canti e la musica classica erano parte importante della vita quotidiana. Le sue principali composizioni sono basate su brani tratti dalla bibbia o da testi sacri. Il suo stile è fortemente influenzato dal canto gregoriano come anche da autori rinascimentali, primo fra tutti Giovanni Pierluigi da Palestrina.
Ha studiato con vari compositori illustri, fra i quali Aaron Copland. Nystedt è stato organista alla Torshov kirke (Chiesa Torshov) ad Oslo dal 1946 al 1982 e fu direttore del coro della Università di Oslo dal 1964 al 1985. Nystedt è stato fondatore e direttore del Det Norske Solistkor dal 1950 al 1990 e della Schola Cantorum (coro norvegese) dal 1964 al 1985.
Nel 2005, in occasione per i festeggiamenti del suo 90º compleanno, egli è stato ricordato in moltissimi concerti in tutto il mondo ed il coro Ensemble 96 ha pubblicato in suo onore il CD «Immortal Nystedt» che ha ricevuto la nomina (prima volta in assoluto sia per un CD norvegese che per un CD continent musica di autori norvegesi) in ben due diverse categorie del Grammy Award del 2007.
Nel 1966 il Re di Norvegia lo ha insignia del titolo di Cavaliere dell'Ordine Regio Norvegese di Sant'Olav, come massimo riconoscimento del suo contributo alla musica e cultura norvegese. Nel 2002 sempre il Re di Norvegia lo ha nominato Commendatore dell'Ordine di Sant'Olav. Nystedt ha ricevuto il premio Spellemannprisen 1978 per il suo album Contemporary Music From Norway. È stato inoltre vincitore del Norsk Kulturråds Musikkpris nel 1980.
Il suo «De Profundis» è divenuto il pezzo dell'anno Norsk Komponistforening. Knut Nystedt è stato anche Docente Honorario della Mendoza University Argentina nel 1991. Nel 2002 egli ha anche ricevuto il Årets Korpris della Norges Korforbund ed il Oslo bys Kunstnerpris (Premio degli Artisti della Città di Oslo) (2005). La maggior parte delle sue partiture sono edite dall Norsk Musikforlag. Moltissime sue composizioni sono state incise in CD norvegesi ed internazionali.